# Johan Fredrik Lundgrén
Johan Fredrik Lundgrén, född den 18 mars 1821 i Visby, död den 20 oktober 1885 i Härnösand, var en svensk skådespelare och lustspelsförfattare. Han skrev under pseudonymen Uller.
Lundgrén föddes i Visby, där fadern var sjöman. Han var i ungdomen militär och tjänade under flera år dels vid Gotlands nationalbeväring och det i Visby förlagda depotkompaniet av Svea artilleriregemente, dels vid Livgardet till häst. 1846 lämnade han den militära banan och uppträdde åren 1846–1858 på olika landsortsteatrar samt till sist på Ladugårdslandsteatern och Södra teatern i Stockholm. 1849 deltog han dock i det Första slesvigska kriget som underofficer i danska armén.
1859 uppfördes på Södra teatern hans första lustspel, En svartsjuk tok. Det gjorde succé och följdes av flera originalstycken, däribland Studenterna (1860), Kärlek och upptåg (1860), Bättre aldrig än sent (1861) och Hemkomsten (1861). Hans pjäser fick framgång även på landsortsteatrar i Sverige och Norge. Lundgrén gjorde även bearbetningar och översättningar för scenen. Postumt utkom Från en lång teaterbana (1886).